# Stara Pasłęka
Stara Pasłęka (niem. Alt Passarge) – wieś (dawniej wieś rybacka) w Polsce położona w województwie warmińsko-mazurskim, w powiecie braniewskim, w gminie Braniewo nad Pasłęką i nad Zalewem Wiślanym.
W latach 1975–1998 miejscowość administracyjnie należała do województwa elbląskiego.